# Club Joventut Badalona
El Club Joventut Badalona es un club de baloncesto de la ciudad de Badalona (Barcelona, España) fundado en 1930. Conocido por sus aficionados como "la Penya", es el único club junto al Real Madrid que ha participado siempre en la máxima categoría del baloncesto español.
El Joventut está considerado como uno de los clubes de baloncesto más prestigiosos de Europa. Entre los trofeos conquistados destacan una Euroliga, dos Copas Korać, una ULEB Cup, ocho Copas del Rey y cuatro Ligas, dos de ellas logradas en la actual etapa ACB.
Sus jugadores visten un uniforme que consiste en una camiseta verdinegra y un pantalón negro. Se da la circunstancia de que los colores que viste el equipo fueron escogidos ya que era la única indumentaria que quedaba disponible en la tienda de deportes cuando se fundó el club a principios del siglo XX.
La pista de juego y, además, sede oficial del club es el Pabellón Olímpico de Badalona, recinto inaugurado con motivo de los Juegos de Barcelona 1992, y con capacidad para 12.500 espectadores.
Su actual presidente es el exjugador Juanan Morales.
Una de las señas de identidad del club es la apuesta por el trabajo de cantera, y un estilo de juego rápido y agresivo.
Conocido como 'El Bressol del Basquetbol' (La Cuna del Baloncesto) por ser una fábrica inagotable de talento desde hace más de 5 décadas.
De la cantera del Club Joventut Badalona han salido y continúan saliendo grandes jugadores nacionales e internacionales como Josep Maria Margall, Jordi Villacampa, Rafa Jofresa, Tomás Jofresa, José Montero, Raúl López, Sergi Vidal, Rudy Fernández, Ricky Rubio, Pau Ribas, Alberto Abalde, Marko Todorovic, Neno Dimitrijevic o Joel Parra.
Desde la temporada 2004-05 hasta la 2024-25 el Club Joventut Badalona ha estado vinculado con el CB Prat que ha ido alternando Primera FEB y Segunda FEB durante ese periodo. Esta vinculación solo se interrumpió la temporada 2017-2018 donde el CB Prat luchó por el ascenso a ACB. Las grandes promesas del Joventut pasaban del equipo júnior al CB Prat como paso previo al primer equipo, y como una buena manera de desarrollarse en ligas de nivel contra jugadores contrastados como son las actuales Primera y Segunda FEB. Debido a la situación que se vive con el éxodo de jóvenes promesas a la liga universitaria americana donde ofrecen suculentos sueldos, el Joventut y el CB Prat se ven obligados a acabar esta vinculación de dos décadas.
El filial de la Penya, el Joventut 'B', compitió en Liga EBA y la nueva Tercera FEB durante varias temporadas desde su creación. El equipo estaba formado en su mayoría por los juniors del club donde gran parte de la plantilla combinaban la cuarta categoría del baloncesto estatal con los campeonatos de Cataluña y España júnior. En 2025 la FEB crea la nueva Liga U (categoría Sub-22) donde compiten todos los clubs ACB con jugadores de menos de 22 años. Esta nueva liga supone la supresión del filial verdinegro.

## Historia
La Penya Spirit of Badalona fue fundada por un grupo de jóvenes el 30 de marzo de 1930 en Badalona y se dedicaba a varios deportes: ciclismo, tenis de mesa, baloncesto y fútbol.
En 1932, cambió su nombre original por el de Centre Esportiu Badaloní y en 1939 adoptó el actual Club Joventut Badalona, que fue castellanizado como Club Juventud de Badalona por imposición durante el período correspondiente a la dictadura franquista.
El baloncesto se convirtió en su principal y única actividad en los años 1940, momento en el que se fijaron los característicos colores verde y negro. Participó en la primera edición (1955-1956) de la Liga Nacional, y junto con el Real Madrid C. F. y el C.B. Estudiantes fueron los únicos clubs en participar en todas las temporadas hasta llegar al formato ACB. A día de hoy, siguen siendo junto a Real Madrid los únicos dos clubs que han estado presentes en todas las ediciones de Liga Nacional y ACB.  

### Primeros títulos: la alternativa al Real Madrid (1948-1979)
El primer título de Copa de España (actual Copa del Rey), y primer título a nivel nacional del club, llegó en la temporada 1947-48 derrotando al Real Madrid en la final celebrada en Burgos (41-32). Se ganaron 3 Copas de España más ante el Real Madrid antes de coronarse campeón de Liga por primera vez.  
La temporada 1966-1967 conquistó el primer título de Liga de la historia del club con un equipo liderado por el pívot Alfonso Martínez, el alero Enric Margall y el base Nino Buscató, y entrenados por Eduard Kucharski. La campaña siguiente se volvería a ganar la Copa de España frente al Real Madrid (82-81) en Ourense, quinto título copero del club.  
En el año 1972 se inauguró el Pabellón de Ausiàs March, con capacidad para 5.000 espectadores. Al año siguiente, fundó su Escola de Bàsquet, considerada actualmente una de las mejores canteras de Europa. 
La temporada 1975-76 se coronaba campeón de Copa por sexta vez, de nuevo frente a los blancos (99-88), esta vez en Cartagena. Los primeros seis títulos coperos del club fueron siempre ante su gran rival y gran dominador de las primeras tres décadas de competiciones oficiales nacionales, el Real Madrid.  
La temporada 1977-78, se repitió título de Liga con Zoran Slavnić, Luis Miguel Santillana, Josep Maria Margall y el americano Ed Johnson de pívot como piezas claves de esa histórica plantilla.  
El Joventut se convirtió en la alternativa al todopoderoso Real Madrid durante más de dos décadas.  
En cuanto a las participaciones del club en competiciones europeas, fue más de una década (1967-1979) alternando participaciones en Copa de Europa, Copa Korac y Recopa de Europa donde se topaban con el muro de las semifinales o cuartos de final año tras año sin llegar a disputar la tan deseada primera final europea, pero la suerte cambiaría pronto.    

### La época dorada del club (1980-1994)
El crecimiento del club a nivel nacional e internacional se consolidó en los años 80. La temporada 1980-81, con Manel Comas al frente, ganó el primer título europeo, la Copa Korac, batiendo al Pallacanestro Venezia en la prórroga (forzada en el último segundo con un tiro de Joe Galvin) de la final disputada en Barcelona. Se incorporaron a partir de entonces varios jugadores jóvenes de la cantera que protagonizarían los éxitos de los años siguientes: Jordi Villacampa, Rafa Jofresa, Tomás Jofresa, Juanan Morales, José Antonio Montero.. La Penya se adjudicó en las siguientes campañas la Supercopa de España dos años seguidos (1985 y 1986), la Copa Príncipe de Asturias en tres ediciones (1987, 1989 y 1991), y de nuevo la Copa Korac de la temporada 1989-90 con Pedro Martínez al frente, venciendo al Scavolini Pesaro en la final a doble partido.     

Fue una década donde se podrían haber sumado aún más títulos ya que se perdieron cuatro finales de Copa, tres finales ACB y una final de Recopa de Europa contra el CSP Limoges (1988).    

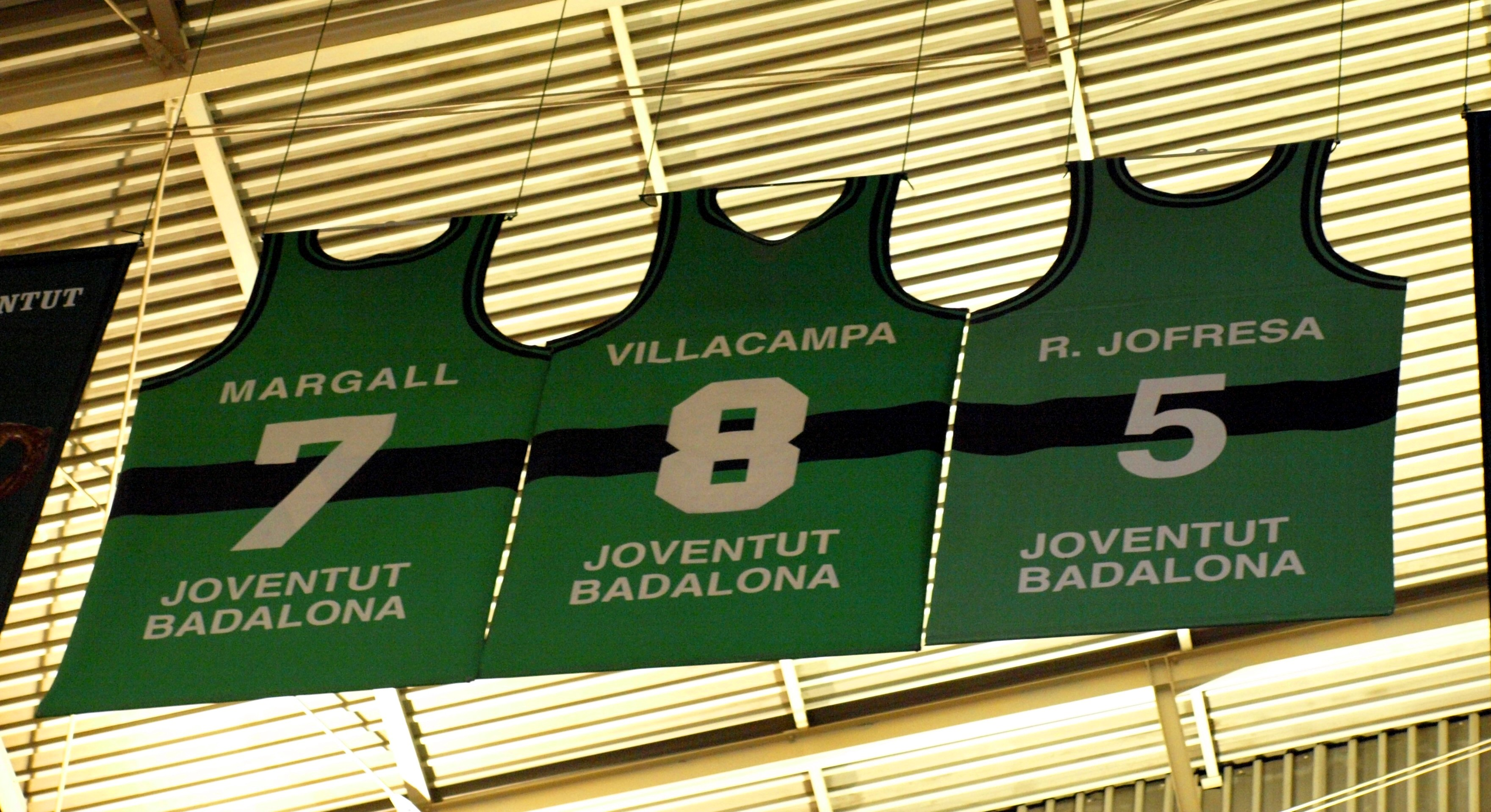
Camisetas retiradas de Josep Maria Margall, Jordi Villacampa y Rafa Jofresa.

Los primeros años de la década de los 90 situaron el club en el primer nivel europeo. El mítico Pabellón Ausiàs March con capacidad para 5.000 espectadores se quedó pequeño, y con motivo de la construcción del Pabellón Olímpico de Badalona con motivo de los Juegos Olímpicos de Barcelona '92, el club se mudó a su nueva casa y la cifra de socios alcanzó los 12.000.  
La temporada 1990-91 con la llegada de Lolo Sainz al banquillo se ganó la liga ACB y la Copa Príncipe de Astúrias.
La 91-92 se volvió a ganar la liga ACB y se llegó a la final de la Copa de Europa por primera vez en la historia del club. El Joventut eliminó en cuartos de final al gran favorito, el Real Madrid de Arvydas Sabonis, y se clasificó por primera vez para una final four de Liga Europea. Ya en Estambul, los badaloneses eliminaron cómodamente al Estudiantes en semifinales pero perdieron la final contra el KK Partizan de Belgrado, que se escapó en el último segundo con un triple de Aleksandar Djordjevic. Esa misma temporada también jugaron el Open McDonald's en Paris, eliminando a la Jugoplastika Split en semifinales pero cayendo ante Los Angeles Lakers en la final que perdieron por tan solo 2 puntos (116-114).
La temporada 93-94 suponía el final de la exitosa etapa de Lolo Saiz en el banquillo verdinegro y la llegada del que fue verdugo de los badaloneses 2 años antes en la final de la Copa de Europa contra Partizan, Željko Obradović. Con el serbio en el banquillo y un equipo formado entre otros por Villacampa, Rafa y Tomàs Jofresa, Corny Thompson, Ferran Martínez, Juanan Morales, Mike Smith e Ivan Corrales, se ganó la Copa de Europa (Euroliga) derrotando al FC Barcelona en semifinales y al Olympiacos BC en la final de la Final Four celebrada en Tel-Aviv, consiguiendo el mayor éxito de la historia del club para una ciudad que vive por y para el baloncesto.            

### Crisis con paréntesis copero (1995-2002)
La segunda mitad de los años 90 estuvo marcada por los problemas económicos del club y la marcha de algunos jugadores y el entrenador que habían formado parte del equipo campeón: Zeljko Obradovic, Corny Thompson, Ferran Martínez y Mike Smith. De ser campeones de Liga y Copa de Europa a coquetear con el descenso dos temporadas consecutivas (1995 y 1996).
Al año siguiente (96-97) llegaría la retirada de Jordi Villacampa, que todavía formó parte, en su último año, del equipo que ganó la Copa del Rey celebrada en León en 1997. Compartió plantilla con los bases Andre Turner e Iván Corrales, los aleros Xavi Crespo, César Sanmartín y Andy Toolson, los ala-pívots Fran Múrcia y Dani García, y los pívots Tanoka Beard, Jackie Espinosa y Alfons Albert. Un equipo de gran recuerdo en Badalona tanto el por el título de Copa, que se resistía desde hacía casi dos décadas, como por su forma tan espectacular de jugar, en gran parte por los americanos que habían llegado esa misma campaña y que fueron claves para la consecución del título copero. En liga firmaron una excelente fase regular terminando 4º clasificado y volviendo a jugar unas semifinales ACB tras dos temporadas sin playoffs.
La temporada 97-98, ya sin la gran leyenda Villacampa, el equipo repite final de Copa del Rey pero cae ante el Pamesa Valencia. Fue un buen año a nivel deportivo clasificando de nuevo para el playoff por el título de liga, y volviendo a competir en Europa después de 2 años sin participar en competiciones europeas. 
A finales de los 90 a pesar de los malos resultados que se arrastraron exceptuando el paréntesis copero de dos años, se vivió el debut de tres grandes canteranos: Raül López, Sergi Vidal y Álex Mumbrú.
La llegada de Manel Comas supuso una mejoría considerable y se volvía a luchar por meterse en playoff, además de volver a clasificar para Copa por dos temporadas consecutivas. En la 2002-03, la última temporada de las tres de Manel en su segunda etapa en el banquillo badalonés, se produjo el debut de uno de los grandes canteranos de la historia del club, Rudy Fernández.

### La era Aíto-Rudy (2003-2008)

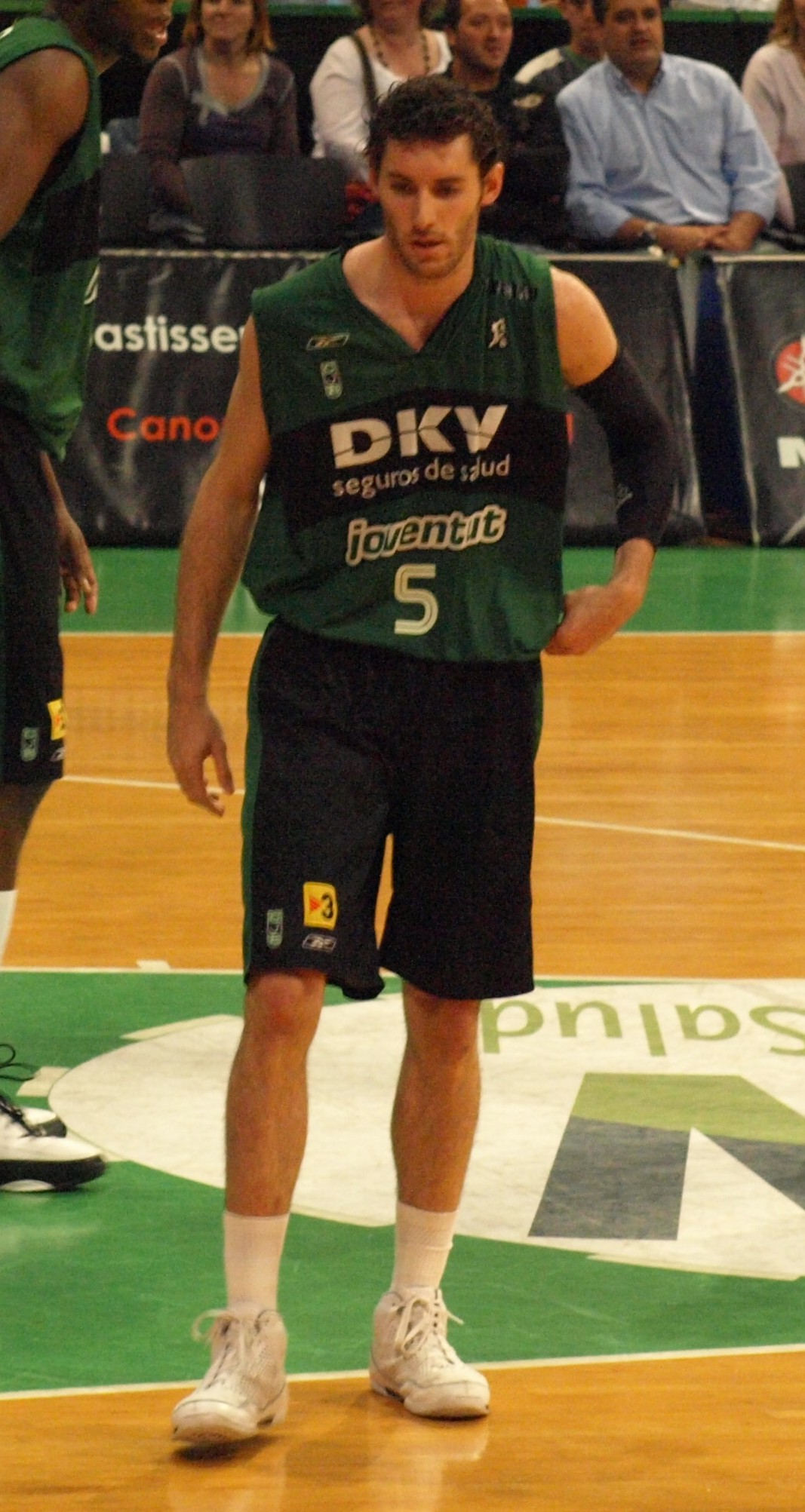
Rudy Fernández

Desde 2003, ya bajo la dirección de Aíto García Reneses, el equipo continuó mejorando notablemente llegando a jugar la final de la Copa del Rey de 2004 en Sevilla donde se perdió contra el TAU Baskonia pero Rudy Fernández fue designado MVP.  
En 2005 se produjo el debut con 14 años, de otra de las leyendas de la cantera verdinegra, Ricky Rubio. Ya con la dupla Rudy-Ricky se gana la FIBA EuroCup en 2006, y la temporada 2006-07 el club vuelve a Euroliga después de más de una década de ausencia, alcanzando el Top-16, donde quedó eliminado después de quedar encuadrado en el grupo de la muerte junto a CSKA Moscú, Olympiacos y Partizán de Belgrado. 
En 2008 queda campeón de la ULEB Cup y de nuevo de la Copa del Rey tras 11 años desde el último título copero, con un equipo liderado por Ricky Rubio, Rudy Fernández, Pau Ribas, el estadounidense Demond Mallet y el checo Luboš Bartoň entre otros.  
El club buscaba volver a ganar la liga ACB aprovechando el buen juego que se desplegaba y el gran grupo que se había formado siendo uno de los equipos que practicaba mejor baloncesto en Europa pero los verdinegros se topaban año tras año con el mismo muro, las semifinales. Primero Unicaja (2006) con un quinto partido de infarto en el Carpena. Después el Real Madrid con otro quinto partido agónico en Vistalegre (2007). Por último, el FC Barcelona dando la sorpresa en el primer partido de la serie en el Olímpic (2008) en un año en que el formato cambió y las semifinales se jugaban a una serie de 3 en lugar de 5 partidos. Esa primera derrota en Badalona llevó la serie a Barcelona donde los azulgranas sellaron el pase con el 0-2 después de recuperar el factor cancha en el primer partido de la eliminatoria. A pesar de la enésima decepción liguera, la última temporada de Aíto García Reneses en Badalona se saldaba con un doblete histórico. El club despedía a dos leyendas, Aíto y Rudy, con un balance final de 5 títulos, la vuelta a Euroliga y muchas tardes de gloria en el Olímpic.

### La mayor crisis de la historia del club (2009-2017)
La temporada 2008-09 fue Sito Alonso, hasta entonces ayudante de Aíto, quién dirigió al equipo con la vuelta a la Euroliga tras la participación del club dos temporadas atrás. La derrota en casa frente al Alba Berlin en la penúltima jornada de la liga regular fue decisiva para la eliminación del equipo, quedándose a una victoria del pase al Top-16. En ACB el equipo acaba quinto en liga regular pero cae en cuartos de final ante el Real Madrid (1-2). El segundo año de Sito Alonso al frente se vio marcado por los malos resultados; 11º en ACB y eliminado en el Top16 de la Eurocup.  
La década de 2010 estuvo marcada por la fuerte crisis económica general que afectó gravemente al club llevándole a presentar concurso de acreedores en 2010 y prácticamente a su desaparición en 2017.  
Todas esas temporadas se vivían con malos resultados y mucha irregularidad donde el club no jugó ni Copa del Rey ni play-off por el título de liga durante siete campañas, con el único paréntesis de la temporada 2014-15 con Salva Maldonado al mando, donde se jugó Copa y se clasificó séptimo en ACB.
El equipo estuvo muy cerca de descender en la temporada 2017-18 después de estar último clasificado a falta de 11 jornadas y 4 victorias por debajo del equipo que marcaba la salvación. Las llegadas en Enero de Carles Duran, Nico Laprovittola y Demetrius Conger fueron claves para la permanencia consiguiendo una increíble racha final de ocho victorias en los últimos diez partidos, lo que les sirvió para terminar decimoquintos y salvar lo que parecía insalvable. 
El 'Bressol', pese a la dura época de crisis económica, siguió sacando grandes jugadores como Alberto Abalde, Nenad Dimitrijevic, Xabi López-Arostegui, Arturs Zagars, Pep Busquets o Joel Parra, aunque todos ellos irían dejando el club una vez consolidados como profesionales. 

### Vuelve la estabilidad a Badalona (2018-2025)
La entrada de la farmacéutica Grifols en la propiedad del club en 2018 permitió estabilizar la economía, mientras que la llegada de algunos jugadores internacionales como el argentino Nico Laprovittola, primero, y el croata Ante Tomić, después, junto con la vuelta de los veteranos Pau Ribas y Guillem Vives, y la contribución de los jóvenes de la cantera, se consiguió estabilizar al equipo a nivel deportivo.
La temporada 2018-19 vuelve a disputar la Copa del Rey con la histórica actuación de Nico Laprovittola (50 de valoración) para eliminar a Baskonia en cuartos de final. En ACB finaliza séptimo de la liga regular y vuelve a disputar el play-off después de 3 años de ausencia.
Al final de la gran temporada 2022-23, llegando a disputar 4 semifinales (Supercopa, Copa del Rey, ACB y Eurocup), la afición badalonesa se despidió de una de las leyendas del club después de 13 temporadas en el primer equipo y una vida de verdinegro, el badalonés Albert Ventura.
La temporada 2023-24 se presentaba con las bajas sensibles del canterano Joel Parra y el tirador norteamericano Kyle Guy, dos jugadores muy queridos por la afición badalonesa, pero con grandes fichajes donde las expectativas eran muy altas tras dos semifinales de liga consecutivas. El año transcurre con altibajos y varios cambios en la plantilla, y tras la no clasificación para la Copa del Rey, la eliminación en cuartos de final de la Eurocup y la irregularidad del equipo en ACB, Carles Durán deja el club tras siete temporadas y toma las riendas del primer equipo a falta de seis jornadas el hasta entonces segundo de Carles, el badalonés Dani Miret, que firma por 2 temporadas.
El primer año de Dani Miret como técnico del primer equipo del Joventut se saldó con una meritoria sexta posición final en ACB, y con una solvente clasificación para la Copa del Rey 2025 donde cayeron eliminados en cuartos por el a la postre campeón del torneo, el Unicaja Málaga. Después de un inicio de ACB y Eurocup preocupantes, y con varias lesiones que dejaban al equipo tocado, la llegada de Sam Dekker cambió la dinámica del equipo y sirvió para revertir la situación en liga pero no en Europa, donde pesó mucho ese mal inicio. Cabe destacar la gran temporada de Ante Tomic con 38 años donde acabó como jugador más valorado de la liga (20,9 créditos de valoración media) en su mejor campaña desde que llegó a la ACB en 2009.
De cara a la temporada 2025-26 el club decide cambiar de competición europea. Deja la órbita Euroliga y acaba su participación en Eurocup después de 6 años para formar parte de la creciente Basketball Champions League. Además, se produce una de las noticias más esperadas por los aficionados verdinegros con el regreso de la gran leyenda del "Bressol", Ricky Rubio.

### Nombres comerciales
El Club Joventut Badalona ha recibido diversos nombres comerciales a lo largo de su historia, en función del interés del patrocinador de cada momento. Estas son las denominaciones que ha tenido el primer equipo verdinegro:
| - 1964-1965: Joventut Fantasit. - 1965-1967: Joventut Kalso. - 1967-1972: Joventut Nerva. - 1972-1977: Joventut Schweppes. - 1978-1981: Joventut Freixenet. - 1981-1982: Joventut Sony. - 1982-1983: Joventut Fichet. - 1983-1984: Joventut Massana. - 1984-1987: Ron Negrita Joventut. - 1987-1990: Ram Joventut. |  | - 1990-1992: Montigalà Joventut. - 1992-1993: Marbella Joventut. - 1993-1995: 7Up Joventut. - 1996-1998: Festina Joventut. - 1998-2000: Pinturas Bruguer Badalona. - 2001-2011: DKV Joventut. - 2011-2016: FIATC Mutua Joventut. - 2016-2019: Divina Seguros Joventut. - 2020-Actualidad: Club Joventut Badalona. |

### Pistas de juego
El Club Joventut Badalona ha jugado en una quincena de pistas y pabellones como local a lo largo de su historia:
| Año  | Campo                        |
| ---- | ---------------------------- |
| 1930 | Calle Industria              |
| 1932 | Barriada de Artigues         |
| 1933 | Calle Manresa (Mallorquines) |
| 1934 | Calle Manresa                |
| 1935 | Centro Parroquial Canyet     |
| 1936 | Calle de la Costa            |
| 1937 | Calle de Iris                |
| 1937 | Finca Arnús                  |

| Año  | Campo                            |
| ---- | -------------------------------- |
| 1939 | Pasaje Viñas                     |
| 1943 | Colegio Minguella                |
| 1943 | Calle Latrilla                   |
| 1948 | La Plana                         |
| 1962 | Pabellón de La Plana             |
| 1972 | Pabellón de los Países Catalanes |
| 1992 | Palau Olimpic de Badalona        |

## Jugadores célebres
| - Jordi Villacampa (ca) - Josep Maria Margall (ca) - Rafael Jofresa (ca) - Enric Margall - Nino Buscató - Corny Thompson - Mike Smith - Harold Pressley - Reggie Johnson - Ed Johnson - Eduard Kucharski - Zoran Slavnić - Tomás Jofresa (ca) - Ferran Martínez - José Antonio Montero (ca) - Andrés Jiménez - Joe Galvin - Gonzalo Sagi-Vela - Lluis Miquel Santillana (ca) - Alfonso Martínez - Juanan Morales (ca) - Iván Corrales (ca) | - Tanoka Beard - Andre Turner - Andy Toolson - Jackie Espinosa - Raül López (ca) - Alex Mumbrú (ca) - Maceo Baston - Darryl Middleton - Carles Marco - Zan Tabak - Milan Gurović - Marcelinho Huertas - Sergi Vidal (ca) - Albert Miralles (ca) - Alain Digbeu - Juan Alberto Espil - Elmer Bennett - Paco Vázquez - Robert Archibald - Andy Betts - Sitapha Savané - Albert Oliver (ca) | - Rudy Fernández (ca) - Ricky Rubio (ca) - Demond Mallet - Pau Ribas (ca) - Henk Norel (ca) - Luboš Bartoň - Alberto Abalde (ca) - Marko Todorovic (ca) - Nico Laprovittola - Xabi López-Arostegui (ca) - Nenad Dimitrijević (ca) - Derek Willis - Albert Ventura (ca) - Kyle Guy - Andrés Feliz - Joel Parra (ca) - Ante Tomic - Simon Birgander - Sam Dekker |

Formado en la Cantera (ca)

## Presidentes
Los más recientes son:
- Antoni Mas Vilalta
- Lluis Conesa Espín
- Jordi Parra
- Genís Llamas
- Jordi Villacampa
- Juanan Morales

## Entrenadores
La siguiente relación detalla cronológicamente todos los entrenadores que ha tenido el Club Joventut Badalona.
Cuando hay más de un entrenador por temporada significa que el primero ha sido reemplazado por el segundo.
| Temporadas | Entrenador           | País           |
| ---------- | -------------------- | -------------- |
| 1939-1941  | Xavier Estruch       | España         |
| 1941-1943  | Luis Antoja          | España         |
| 1943-1944  | Gironés              | España         |
| 1944-1946  | Xavier Estruch       | España         |
| 1946-1947  | Vicenç Lleal         | España         |
| 1947-1948  | José Tomas           | España         |
| 1947-1950  | José Vila            | España         |
| 1950-1951  | José Maria Costa     | España         |
| 1951-1953  | José Grau            | España         |
| 1953-1955  | Joaquín Broto        | España         |
| 1955-1956  | J.Jiménez            | España         |
| 1956-1958  | Joaquín Broto        | España         |
| 1958-1959  | Rafael Murgadas      | España         |
| 1959-1961  | José Grau            | España         |
| 1961-1962  | Joan Canals          | España         |
| 1961-1962  | Antonio Molina       | España         |
| 1963-1964  | Albert Gasulla       | España         |
| 1963-1964  | Antonio Molina       | España         |
| 1965-1969  | Eduard Kucharski     | España         |
| 1969-1972  | Josep Lluís Cortés   | España         |
| 1972-1973  | Clinton Morris       | Estados Unidos |
| 1973-1975  | Josep Lluís Cortés   | España         |
| 1975-1976  | Eduard Kucharski     | España         |
| 1975-1977  | Josep María Meléndez | España         |
| 1977-1979  | Antoni Serra         | España         |
| 1979-1980  | Josep Lluís Cortés   | España         |

| Temporadas       | Entrenador                   | País           |
| ---------------- | ---------------------------- | -------------- |
| 1980-1982        | Manel Comas                  | España         |
| 1981-1982        | Joaquín Costa Prat           | España         |
| 1982-1983        | Jack Schrader                | Estados Unidos |
| 1983-1985        | Aíto García Reneses          | España         |
| 1985-1986        | Miquel Nolis                 | España         |
| 1986-1989        | Alfred Julbe                 | España         |
| 1989-1990        | Herb Brown                   | Estados Unidos |
| 1990             | Pedro Martínez               | España         |
| 1990-1993        | Lolo Sainz                   | España         |
| 1993-1994        | Zeljko Obradovic             | Yugoslavia     |
| 1994-1995        | Pedro Martínez               | España         |
| 1994-1995        | Miquel Nolis                 | España         |
| 1995-1996        | Joaquín Costa Prat           | España         |
| 1996             | Zoran Slavnić                | Yugoslavia     |
| 1996-1999        | Alfred Julbe                 | España         |
| 1999-2001        | Josep Maria Izquierdo Ibañez | España         |
| 2000-2003        | Manel Comas                  | España         |
| 2003-2008        | Aíto García Reneses          | España         |
| 2008-2010        | Sito Alonso                  | España         |
| 2010-2011        | Pepu Hernández               | España         |
| 2011-2016        | Salva Maldonado              | España         |
| 2016-2018        | Diego Ocampo                 | España         |
| 2018-2024        | Carles Durán Ortega          | España         |
| 2024-actualmente | Daniel Miret                 | España         |

## Palmarés

### Nacional (17)
- 4 Ligas:

2 Ligas Nacionales de Baloncesto 1.ª División: 1966-67, 1977-78
2 Ligas ACB: 1990-91, 1991-92
- 8 Copas del Rey: 1948, 1953, 1955, 1958, 1969, 1976, 1997, 2008
- 3 Copas del Príncipe - ACB: 1986-87, 1988-89, 1990-91
- 2 Supercopas de España: 1985, 1986

### Internacional (5)
- 1 Euroliga: 1994
- 2 Copas Korać: 1981, 1990
- 1 Copa ULEB: 2008
- 1 Eurocopa de la FIBA: 2006

### Regional (37)
- 11 Ligas Catalanas: 1986, 1987, 1988, 1990, 1991, 1992, 1994, 1998, 2005, 2007, 2008
- 5 Campeonatos de Catalunya de Baloncesto: 1949, 1952, 1953, 1954, 1957
- 4 Copas Hernán: 1944, 1949, 1950, 1951
- 9 Trofeos Joan Antoni Samaranch: 1954, 1955, 1957, 1958, 1950, 1962, 1965, 1966, 1967
- 5 Trofeos Vicente Bosch: 1948, 1950, 1951, 1952, 1953
- 3 Copas Barcelona - Trofeo General Orgaz: 1950, 1951, 1952

### Torneos en categorías base
- Euroleague Basketball Next Generation Tournament
  -  Campeón (1): 2013.
- Campeonato de España Junior
  -  Campeón (8): 1973, 1976, 1987, 1988, 1989, 2013, 2022, 2023.
  - Subcampeón (10): 1974, 1975, 1984, 1999, 2005, 2011, 2012, 2015, 2017, 2018.
- Torneo Junior de l'Hospitalet
  -  Campeón (5): 1984, 1985, 2003, 2013, 2018.
  - Subcampeón (6): 1981, 1982, 1998, 2017, 2019, 2021.
- Minicopa del Rey
  -  Campeón (4): 2004, 2009, 2010, 2011.
  - Subcampeón (2): 2008, 2016.

## Dorsales retirados
- Número 7: Josep Maria Margall
- Número 8: Jordi Villacampa
- Número 5*: Rafael Jofresa

*Aunque el número #5 fuera retirado en honor a Rafael Jofresa, desde 2002 a 2008 Rudy Fernández siguió llevando ese dorsal mientras permaneció en el equipo profesional.

## Cuerpo técnico 2025-26
- Entrenador: Dani Miret.
- Entrenadores ayudantes: Aleix Duran y Albert Cañellas.
- Director deportivo: Jordi Martí.
- Preparadores físicos: Dani Moreno y Clàudia Alba.
- Fisioterapeutas: Albert Caballero, Fidel Sust y Adrià Rivas.
- Médicos: Antoni Mora y José Luis Verdecía.
- Delegado: Adrià Delgado.

## Historial

### Liga Nacional (1956 - 1983)   ·   Liga ACB (1983 - Act.)
| - 1956-57. 1.ª División: 6.º - 1957-58. 1.ª División: 2.º - 1958-59. 1.ª División: 3.º - 1959-60. 1.ª División: 2.º - 1960-61. 1.ª División: 4.º - 1961-62. 1.ª División: 2.º - 1962-63. 1.ª División: 3.º - 1963-64. 1.ª División: 3.º - 1964-65. 1.ª División: 3.º - 1965-66. 1.ª División: 4.º - 1966-67. 1.ª División: 1.º - 1967-68. 1.ª División: 3.º - 1968-69. 1.ª División: 2.º - 1969-70. 1.ª División: 3.º - 1970-71. 1.ª División: 2.º - 1971-72. 1.ª División: 3.º - 1972-73. 1.ª División: 2.º - 1973-74. 1.ª División: 3.º - 1974-75. 1.ª División: 3.º - 1975-76. 1.ª División: 3.º - 1976-77. 1.ª División: 3.º - 1977-78. 1.ª División: 1.º |  | - 1978-79. 1.ª División: 3.º - 1979-80. 1.ª División: 3.º - 1980-81. 1.ª División: 5.º - 1981-82. 1.ª División: 5.º - 1982-83. 1.ª División: 7.º - 1983-84. Liga ACB: 3.º - 1984-85. Liga ACB: 2.º - 1985-86. Liga ACB: 3.º - 1986-87. Liga ACB: 2.º - 1987-88. Liga ACB: 4.º - 1988-89. Liga ACB: 3.º - 1989-90. Liga ACB: 2.º - 1990-91. Liga ACB: 1.º - 1991-92. Liga ACB: 1.º - 1992-93. Liga ACB: 2.º - 1993-94. Liga ACB: 3.º - 1994-95. Liga ACB: 14.º - 1995-96. Liga ACB: 13.º |  | - 1996-97. Liga ACB: 4.º - 1997-98. Liga ACB: 6.º - 1998-99. Liga ACB: 10.º - 1999-00. Liga ACB: 11.º - 2000-01. Liga ACB: 14.º - 2001-02. Liga ACB: 9.º - 2002-03. Liga ACB: 7.º - 2003-04. Liga ACB: 8.º - 2004-05. Liga ACB: 7.º - 2005-06. Liga ACB: 4.º - 2006-07. Liga ACB: 4.º - 2007-08. Liga ACB: 3.º - 2008-09. Liga ACB: 5.º - 2009-10. Liga ACB: 11.º - 2010-11. Liga ACB: 13.º - 2011-12. Liga ACB: 11.º - 2012-13. Liga ACB: 11.º |  | - 2013-14. Liga ACB: 9.º - 2014-15. Liga ACB: 7.º - 2015-16. Liga ACB: 13.º - 2016-17. Liga ACB: 14.º - 2017-18. Liga ACB: 15.º - 2018-19. Liga ACB: 7.º - 2019-20. Liga ACB: 10.º - 2020-21. Liga ACB: 7.º - 2021-22. Liga ACB: 3.º - 2022-23. Liga ACB: 4.º - 2023-24. Liga ACB: 10.º - 2024-25. Liga ACB: 6.º |

| Posición | Número de veces |
| -------- | --------------- |
| 1.º      | 4               |
| 2.º      | 10              |
| 3.º      | 19              |
| 4.º      | 7               |
| 5.º      | 3               |
| 6.º      | 3               |
| 7.º      | 6               |
| 8.º      | 1               |
| 9.º      | 2               |
| 10.º     | 3               |
| 11.º     | 4               |
| 12.º     | 0               |
| 13.º     | 3               |
| 14.º     | 3               |
| 15.º     | 1               |
| 16.º     | 0               |
| 17.º     | 0               |
| 18.º     | 0               |

### Copa del Rey
- 1947-48. Campeón, contra el Real Madrid C. F. (41-32) en Burgos.
- 1949-50. Subcampeón, contra el F. C. Barcelona (46-39) en Barcelona.
- 1951-52. Subcampeón, contra el Real Madrid C. F. (43-41) en Alicante.
- 1952-53. Campeón, contra el Real Madrid C. F. (41-39) en Valladolid.
- 1953-54. Subcampeón, contra el Real Madrid C. F. (56-41) en Madrid.
- 1954-55. Campeón, contra el Real Madrid C. F. (59-44) en Barcelona.
- 1957-58. Campeón, contra el Real Madrid C. F. (74-69) en Zaragoza.
- 1965-66. Subcampeón, contra el Real Madrid C. F. (62-61) en Tarrasa.
- 1967-68. Subcampeón, contra el Picadero J.C. (58-55) en Gijón.
- 1968-69. Campeón, contra el Real Madrid C. F. (82-81) en Orense.
- 1969-70. Subcampeón, contra el Real Madrid C. F. (102-90) en León.
- 1970-71. Subcampeón, contra el Real Madrid C. F. (72-63) en Vitoria.
- 1971-72. Subcampeón, contra el Real Madrid C. F. (92-77) en La Coruña.
- 1973-74. Subcampeón, contra el Real Madrid C. F. (87-85) en Alicante.
- 1975-76. Campeón, contra el Real Madrid C. F. (99-88) en Cartagena.
- 1984-85. Subcampeón, contra el Real Madrid C. F. (90-76) en Badalona.
- 1985-86. Subcampeón, contra el Real Madrid C. F. (87-79) en Barcelona.
- 1986-87. Subcampeón, contra el F. C. Barcelona (112-102) en Tenerife.
- 1989-90. Subcampeón, contra el CAI Zaragoza (76-69) en Las Palmas.
- 1992-93. Subcampeón, contra el Real Madrid C. F. (74-71) en La Coruña.
- 1996-97. Campeón, contra el Cáceres C.B. (79-71) en León.
- 1997-98. Subcampeón, contra el Pamesa Valencia (89-75) en Valladolid.
- 2003-04. Subcampeón, contra el Tau Cerámica (81-77) en Sevilla.
- 2007-08. Campeón, contra el Tau Cerámica (82-80) en Vitoria.

| Posición | Número de veces |
| -------- | --------------- |
| 1.º      | 8               |
| 2.º      | 16              |

### Copa Príncipe de Asturias ACB
- 1986-87. Campeón, contra el TDK Manresa (99-80) en Vigo.
- 1988-89. Campeón, contra el F. C. Barcelona (84-80) en La Coruña.
- 1990-91. Campeón, contra el Fórum Valladolid (72-52) en La Coruña.

| Posición | Número de veces |
| -------- | --------------- |
| 1.º      | 3               |
| 2.º      | 0               |

### Supercopa de España
- 1985. Campeón, contra el Real Madrid C. F. (104-91) en Valladolid.
- 1986. Campeón, contra el Real Madrid C. F. (74-67) en La Coruña.
- 1987. Subcampeón, contra el FC Barcelona (91-88) en Vigo.

| Posición | Número de veces |
| -------- | --------------- |
| 1.º      | 2               |
| 2.º      | 1               |

### Competiciones europeas
- 1966-67. Recopa de Europa: Eliminado en Cuartos de final.
- 1967-68. Copa de Europa: Eliminado en Cuartos de final.
- 1969-70. Recopa de Europa: Eliminado en Cuartos de final.
- 1970-71. Recopa de Europa: Eliminado en Semifinales.
- 1971-72. Recopa de Europa: Eliminado en Semifinales.
- 1972-73. Recopa de Europa: Eliminado en Semifinales.
- 1973-74. Copa Korać: Eliminado en la Liguilla de Cuartos de final.
- 1974-75. Recopa de Europa: Eliminado en Cuartos de final.
- 1975-76. Copa Korać: Eliminado en Semifinales.
- 1976-77. Recopa de Europa: Eliminado en Semifinales.
- 1977-78. Copa Korać: Eliminado en Semifinales.
- 1978-79. Copa de Europa: Eliminado en la Liguilla de Semifinales.
- 1980-81. Copa Korać: Campeón, contra el Carrera Venecia (105-104) en Barcelona.
- 1981-82. Copa Korać: Eliminado en la Liguilla de Cuartos de final.
- 1982-83. Copa Korać: Eliminado en la Liguilla de Cuartos de final.
- 1985-86. Recopa de Europa: Eliminado en Semifinales.
- 1986-87. Recopa de Europa: Eliminado en Cuartos de final.
- 1987-88. Recopa de Europa: Subcampeón, contra el C.S.P. Limoges (96-89) en Grenoble.
- 1988-89. Copa Korać: Eliminado en la Liguilla de Cuartos de final.
- 1989-90. Copa Korać: Campeón, contra el Scavolini Pesaro (98-99 y 96-86) en Pesaro y Badalona.
- 1990-91. Copa Korać: Eliminado en Semifinales.
- 1991-92. Copa de Europa: Subcampeón, contra el Partizan Beograd (71-70) en la Final Four de Estambul.
- 1992-93. Copa de Europa: Eliminado en la Liguilla de Octavos de final.
- 1993-94. Copa de Europa: Campeón, contra el Olympiacos (59-57) en la Final Four de Tel Aviv.
- 1994-95. Copa de Europa: Eliminado en la Liguilla de Octavos de final.
- 1997-98. Recopa de Europa: Eliminado en Octavos de final.
- 1998-99. Recopa de Europa: Eliminado en Cuartos de final.
- 2002-03. Copa ULEB: Eliminado en Semifinales.
- 2003-04. Copa ULEB: Eliminado en Cuartos de final.
- 2004-05. Copa ULEB: Eliminado en Octavos de final.
- 2005-06. FIBA Eurocup: Campeón, contra el Khimki Moscow (88-63) en la Final Four de Kiev.
- 2006-07. Euroliga: Eliminado en el Top 16.
- 2007-08. Copa ULEB: Campeón, contra el Akasvayu Girona (79-54) en la Final a 8 de Turín.
- 2008-09. Euroliga: Eliminado en la Liga Regular.
- 2009-10. Eurocup: Eliminado en el Top 16.
- 2017-18. Liga de Campeones: Eliminado en la Segunda Ronda clasificatoria.
- 2019-20. Eurocup: Eliminado en el Top 16.
- 2020-21. Eurocup: Eliminado en Cuartos de final.
- 2021-22. Eurocup: Eliminado en Octavos de final.
- 2022-23. Eurocup: Eliminado en Semifinales.
- 2023-24. Eurocup: Eliminado en Cuartos de final.
- 2024-25. Eurocup: Eliminado en la Liga Regular.
- 2025-26. Liga de Campeones:

- Participaciones en Copa de Europa | Euroliga: 8
- Participaciones en Recopa de Europa: 12
- Participaciones en Copa ULEB | Eurocup: 11
- Participaciones en Copa Korac: 9
- Participaciones en FIBA BCL: 2
- Participaciones en FIBA Eurocup: 1

### Finales de la Liga Europea (Euroliga)
El Montigalà Joventut se presentó en la final four de Estambul 1992 como el mejor equipo europeo del momento y en el partido de semifinales se deshizo del Estudiantes con facilidad (91-69). En la gran final esperaba los serbios de K.K. Partizan, dirigidos por Željko Obradović y liderados por el talento de Predrag Danilović y Aleksandar Đorđević. A pocos segundos del final, el base Tomás Jofresa logró una canasta que ponía dos puntos arriba al conjunto verdinegro. La victoria final estaba muy cerca para los de Badalona, pero apareció Djordjević. El base rival cruzó toda la cancha y lanzó un decisivo triple. El Partizan se colocaba con un punto de ventaja y ya no hubo tiempo para que el Joventut pudiese contraatacar de una forma organizada (71-70). La decepción fue grande, pues los catalanes eran los máximos favoritos para conquistar la Liga Europea, pero dos años después la herida quedó sanada.
En 1994, el 7up Joventut de Obradović, el mismo entrenador que les arrebató la copa en Estambul, se hizo con el título en Tel Aviv al lograr el máximo título europeo, con un triple de Corny Thompson en los últimos instantes de la final. Los badaloneses vencieron en semifinales al F. C. Barcelona cómodamente con un resultado final de 79-65 después de una segunda parte espectacular. Ya en la final, los verdinegros ganaron al favorito Olympiacos por 59-57 con el agónico triple de Corny Thompson. De este modo, el Joventut logró convertirse en el segundo club español y primer club catalán en conseguirlo.

### Otras competiciones internacionales
- Open McDonald's. Subcampeón en:
  - 1991-92, contra Los Angeles Lakers (116-114) en París.

El Joventut se presentaba en el Open McDonald's por primera vez y lo hacía como vigente campeón de la ACB. Como rivales estaban Los Angeles Lakers, subcampeón NBA en 1991, el KK Split como campeón de la Euroliga en 1991 y el CSP Limoges, verdugo de los verdinegros en la final de Recopa de Europa tres años atrás. El conjunto badalonés barrió en semifinales a la Jugoplastika Split por 117-86, que se presentaba como actual campeón de la Copa de Europa en ese momento, y se enfrentó a Los Angeles Lakers en la final del Open McDonald’s 1991 en París. Aquel día los badaloneses estuvieron muy cerca de ganar al equipo angelino (116-114). Estrellas como Magic Johnson, James Worthy, Sam Perkins, Byron Scott o Vlade Divac frente a la considerada mejor Penya de la historia con jugadores como Jordi Villacampa, Corny Thompson, Harold Pressley, Mike Smith y los hermanos Jofresa, con Lolo Sainz a los mandos. En aquella tarde en el Paris-Bercy uno de los más destacados del Joventut fue el joven canterano Carles Ruf que estuvo a punto de forzar la prórroga después de ser decisivo en la remontada protagonizada por los verdinegros en el último cuarto. Fue la edición donde más cerca estuvo un equipo NBA de perder la final del torneo.

## Baloncesto en silla de ruedas
La sección de baloncesto en silla de ruedas se creó en junio de 2001, después que el club llegase a un acuerdo de adscripción con el equipo de la asociación Grupo de Amigos Minusválidos de Badalona (GAM), que venía compitiendo desde 1992. El GAM Joventut se mantuvo en la élite durante una década, disputando la División de Honor, máxima categoría de la liga española. En 2004 y 2005 logró la clasificación para la Copa del Rey. Fue tres veces campeón de la Liga Catalana, entre 2008 y 2011. Al no poder hacer frente al coste de los desplazamientos, debido a la falta de patrocinadores, al finalizar la temporada 2011/12 tuvo que renunciar a la División Honor. Las tres siguientes temporadas el equipo se mantuvo activo compitiendo en la Liga Catalana.
Auspiciado por la Fundación del club y con el nombre de Joventut BCR, la temporada 2013-14 el equipo volvió a competir a nivel estatal, disputando la Primera División y obteniendo el ascenso a División de Honor esa misma campaña.
La temporada 2022-23 vuelve a División de Honor después de varias temporadas en Primera división, la segunda categoría estatal.

## Filmografía
- Documental TVE (19-3-2015), «Conexión Vintage - Joventut–Lakers» en rtve.es[10]
- Documental TVE (20-4-2019), «Conexión Vintage - Copa de Europa del Joventut, 25 años» en rtve.es